# Xin za shimei 3
Xin za shimei 3 (新紮師妹3S), noto anche con il titolo internazionale Love Undercover 3, è un film del 2006 scritto e diretto da Joe Ma.
La pellicola è il terzo e ultimo capitolo della serie iniziata con Xin za shimei (2002) e proseguita con Xin za shimei 2: Meili renwu (2003).

## Trama
La diciottenne Fan Shue-wa desidera ardentemente entrare nelle forze dell'ordine, e grazie alla sua abilità riesce a farsi notare dal sergente Chung, che le dà modo di coronare i propri sogni. Nel frattempo un altro membro dei piani alti, la signora Lui, cerca di far incriminare Chung e per riuscire nello scopo invia il giovane Suzuki come "infiltrato". Shue-wa si innamora di Suzuki, tuttavia deve trovare il modo di conciliare i suoi sentimenti per Suzuki con la gratitudine per Chung.

## Distribuzione
Ad Hong Kong la pellicola ha goduto di una distribuzione a livello nazionale, a partire dal 22 giugno 2006.